# Les Clowns de Dieu
Pour plus de détails, voir Fiche technique et Distribution.
Les Clowns de Dieu est un film français réalisé par Jean Schmidt et sorti en 1986.

## Synopsis
Un cinéaste à court d'inspiration, Méliès, se voit confier un film. Il rencontre Absynthe, mystérieuse et angoissée. Il la suit dans sa dérive dans le quartier Montparnasse.

## Fiche technique
- Titre : Les Clowns de Dieu
- Réalisation : Jean Schmidt
- Scénario : Jean Schmidt
- Photographie : Pierre Boffety
- Montage : Noun Serra
- Musique : Mikis Theodorakis
- Son : Philippe Lioret
- Pays de production :  France
- Genre : comédie
- Durée : 102 minutes
- Dates de sortie : France - Festival de Cannes 1986[1] ; 8 avril 1987[2]

## Distribution
- Daniel Koenigsberg : Méliès
- Jean-Paul Roussillon : Garniks
- Jean-Roger Milo : Carcasse
- Nathalie Schmidt : Absinthe
- Richard Taxy : un frère Lumière
- Héctor Malamud : un frère Lumière
- Théo Légitimus : un frère Lumière
- Krichou Monthieux : l'ange de la mort
- Jean Schmidt : le professeur Biglewander
- Maurice Risch : Mac Goy
- Eric Métayer : un ange de la Gaieté
- Pierre Laplace : un ange de la Gaieté
- Philippe Gouinguenet : un ange de la Gaieté
- Bruno Leonelli : un ange de la Gaieté
- Gille Galliot : un ange de la Gaieté